# Augenwender

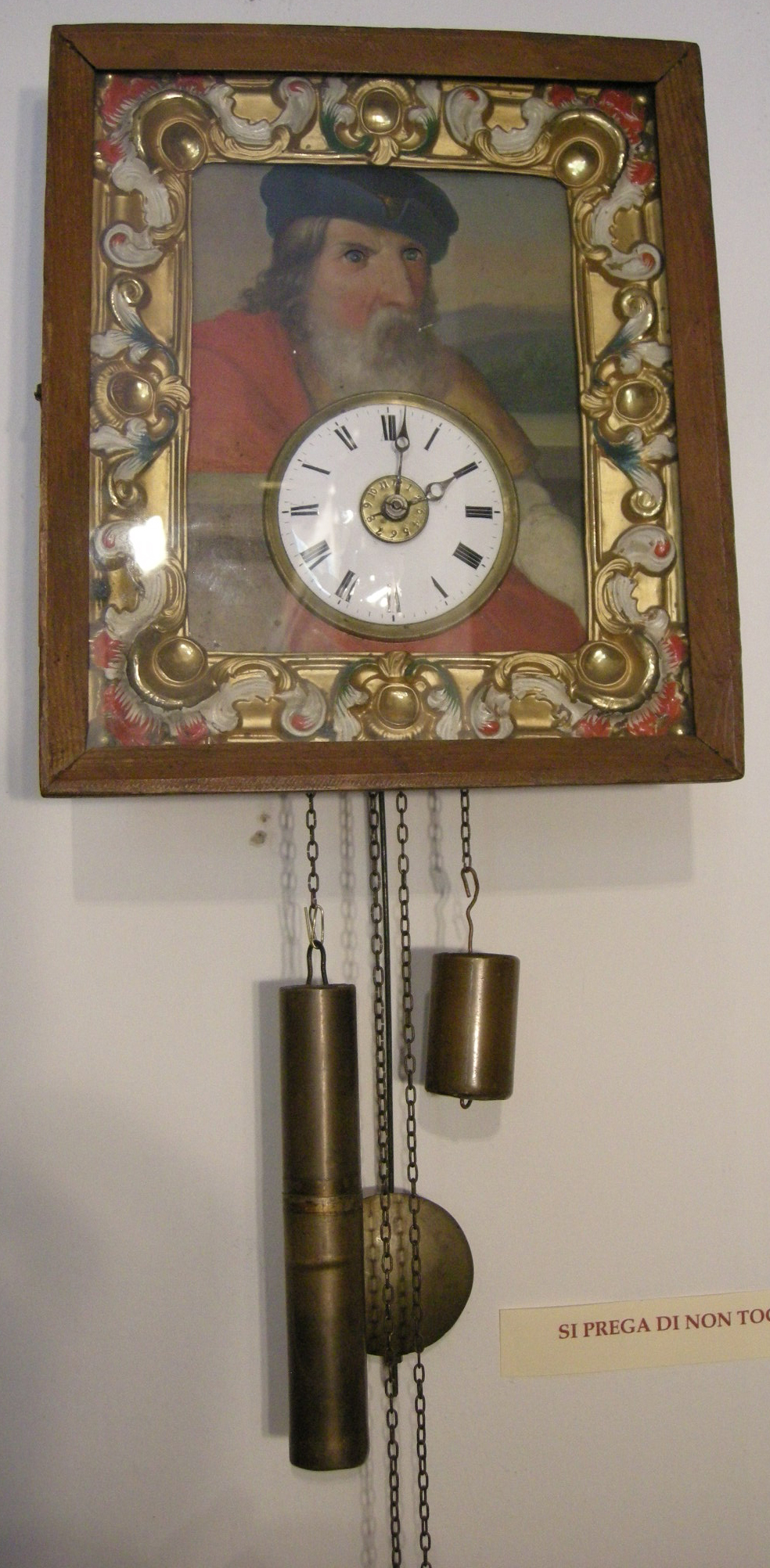
Augenwender aus dem Schwarzwald

Als Augenwender werden Automatenuhren bezeichnet, deren Figuren im Takt des Pendels die Augen bewegen oder öffnen und schließen. Erstmals nachweisbar sind solche oft grotesk gestaltete Masken mit beweglichen Augen an Turmuhren des späten 15. und des 16. Jahrhunderts. Sie waren oft so konstruiert, dass sie beim Schlag der Uhr den Mund öffneten. Bekannte Beispiele sind der Schnapphans in Jena, der Platzjabbeck in Köln oder der Augenroller in Koblenz. An vielen Orten verbinden sich mit diesen Uhren Sagen, die aber meist nicht historisch sind. In der Forschung werden heute mehrere Interpretationen diskutiert, u. a. die Abwehr von Unheil. Eine andere Interpretation geht davon aus, dass diese Gesichter auf dem alten Brauch Bezug nehmen, dass ein Türmer zur jeden vollen Stunde die Zeit ausrief, weshalb man die Uhren mit einem Gesicht versah, das beim Glockenschlag den Mund öffnete. Die beweglichen Augen könnten dann daran erinnern, dass die Türmer nach Bränden oder sonstigen Bedrohungen Ausschau halten mussten.
Besondere Ausprägung und Eingang in Wohnräume erfuhr diese Uhrenform in der Uhrenproduktion im Schwarzwald zum Ende des 19. Jahrhunderts. Diese Uhren waren meist Rahmenuhren, bei denen die Augen der dargestellten Personen und Tiere mit dem Pendel verbunden waren, so dass sich bei jedem Pendelschlag die Augen der Figur bewegten. Sie besaßen Uhrwerke von einfacher Qualität.
In den späten 1920er Jahren wurde die Idee nochmals aufgegriffen. In den Vereinigten Staaten wurden z. B. Porzellanuhren in der Form der Comicfiguren von Walt Disney produziert. Auch die bekannte Kit-Cat Klock, die es seit 1932 gibt, zählt dazu. Vergleichbare Figurenuhren sind auch aus Süddeutschland und dem Vereinigten Königreich bekannt.
Es gab in den 1970ern auch Armbanduhren (Kinderuhren) als Augenwenderuhren. Dabei war auf dem Ziffernblatt z. B. ein Hirsch dargestellt, bei dem die Pupillen der Augen wackelten.